# Eurock
Le terme « Eurock », issu du nom d'un programme de radio et d'un magazine californiens, désigne (surtout aux États-Unis) les groupes de rock progressif européens des années 1970 issus spécifiquement d'Europe continentale, par opposition aux groupes anglais. 

## Origine du nom

### Programme de radio Eurock
Le nom était initialement celui d'un programme de radio californien consacré au rock progressif européen et intitulé « Eurock » pour « European Rock ».
Ce programme de radio, fondé par Archie Patterson en 1971, diffusa de 1971 à 1973 la musique de nombreux représentants du rock progressif européen tels Amon Düül II, Klaus Schulze, Popol Vuh, Can, Tangerine Dream, Magma, Guru Guru, Faust, Embryo, Ange...
Durant une de ces émissions, le cinéaste Michael Mann contacta l'animateur pour obtenir plus d'information sur la musique diffusée : Archie Patterson le mit alors en contact avec Tangerine Dream, ce qui amena ce groupe à écrire la musique du film Thief, sorti en 1981, qui paraît la même année sous le même titre.

### Eurock Magazine
Lui succéda, de 1973 à 1993, un magazine intitulé « Eurock Magazine » dont la première publication, en mars 1973, présentait la musique de Tangerine Dream, Amon Düül II et Can. Des publications ultérieures traitèrent du Krautrock, du rock progressif anglais ainsi que de l'émergence du rock progressif au Japon.

### Eurock Distribution
S'y ajouta, de 1980 à 1998, un label de disque nommé « Eurock Distribution » qui édita vingt-deux cassettes, un LP et seize CD.

### The Eurock Book
En 2002 parut un premier livre, The Eurock Book, sous-titré European Rock & the Second Culture,  qui reprend la plupart des articles de « Eurock Magazine ».
En 2013 parait un second livre Eurock , sous titré Music & Second Culture Post Millenium.
En 2015 un troisième livre Eurock, sous titré Music & The second Culture Crash.
En 2016 un quatrième livre Eurock, sous-titré The music of Gilbert Artman & Urban Sax.

## Principaux groupes d'Eurock

### Allemagne
- mouvement Krautrock :
  - Amon Düül II
  - Ash Ra Tempel
  - Can
  - Cluster
  - Faust
  - Guru Guru
  - Klaus Schulze
  - Kraftwerk
  - Neu!
  - Popol Vuh
  - Tangerine Dream
- autres :
  - Nektar
  - Ramses
  - Triumvirat

### Belgique
- Flyte
- Machiavel
- Womega

### Finlande
- Wigwam

### France
- Ange
- Atoll
- Carpe Diem
- Magma
- Pulsar
- Taï Phong fondé par Jean-Jacques Goldman
- Lard-Free
- Urban Sax

### Grèce
- Aphrodite's Child
- Vangelis

### Hongrie
- Omega
- Solaris

### Italie
- Banco del Mutuo Soccorso
- Goblin
- Il Balletto di Bronzo
- Le Orme
- Locanda delle Fate
- Premiata Forneria Marconi

### Norvège
- Popol Vuh (rebaptisé Popol Ace pour éviter la confusion avec le groupe allemand du même nom)

### Pays-Bas
- Earth and Fire
- Focus
- Kayak
- Water

### Suède
- Kaipa